# 말괄량이 길들이기 (1967년 영화)
말괄량이 길들이기(La Bisbetica Domata, The Taming Of The Shrew)는 이탈리아에서 제작된 프란코 제피렐리 감독의 1967년 코미디, 드라마 영화이다. 윌리엄 셰익스피어의 동명의 희곡을 바탕으로 제작되었다. 엘리자베스 테일러 등이 주연으로 출연하였다.

## 출연

### 주연
- 엘리자베스 테일러
- 리차드 버튼

### 조연
- 시릴 쿠삭
- 마이클 홀든
- 알프레드 린치
- 앨런 웹
- 지안카를로 코벨리

## 제작진
- 원작자: 윌리엄 셰익스피어
- 미술: 존 디커
- 미술: 쥬세페 마리아니
- 미술: 로렌조 몬지아디노
- 미술: 엘븐 웹
- 의상: 다닐로 도나티
- 의상: 아이린 세러프